# Кафана Енглеска краљица
Кафана Енглека краљица се налазила у Београду, на углу Поп Лукине 7 и Космајске 51. Име је променила 1897. године и названа је Златни грозд, како се звала до Другог светског рата.

## Историјат
Кафана Енглеска краљица једна је од најстарих кафана у Београду. Саграђена је средином XIX века. Кафана се помиње још давне 1860. године, када се налазила на списку кафана. Власник кафане био је парох Милош Сушић. Кафана је имала 14 соба за преноћиште и помиљала се у списковима путника које су објавиле Српске новине у 19. веку. 
Темељна адаптација кафане урађена је 1868. године, када је урађена и адаптација простране сале која се налазила у оквиру кафане. Пројекат адаптације урадио је Александар Бугарски. Адаптирана сала претворена је у привремену сали народног позоришта. Једна позоришна трупа из Новог Сада наступала је у тој новој сали. Трупу је водио Јован Ђорђевић, а глумили су српски глумци међу којима брачни пар Коларовић, брачни пар Ружић, Милка Гргурова и други. Кнез Михаило је био одушевљен овом салом за позоришт, тако да је сала узета под закуп од кафане, заједно са неколико просторија. У сали су биле постављене две ложе, једна за кнеза са 5 места и једна са 14 места. Остала места су била намењена публици. 

## Власници
- Београдски парох Милош Сушић
- Влдислав Стојановић
- Д. Младеновић

## Закупци
Закупци у периоду од 1859 до 1871. године:
- Јања Тасић
- Тоша Поповић
- Макса Ђукић
- Коста Михајловић
- Марко Ђ. Пока-Македонац
- Урош Михајловић